# マズルカ作品24 (ショパン)
フレデリック・ショパンのマズルカ作品24（マズルカさくひんにじゅうよん）は、1836年に出版された4曲からなる作品集。献呈先はルイ・フィリップ・ベルテュイ伯爵。いずれも優雅で平明ながら作曲者の作曲語法が際だっている。三部形式。

## 作品24-1
第14番、ト短調。
主題はA-Fis-D-Fis-Gのマジャール音階に準拠した増音程を前面にしたもの。簡単な変奏を加えて繰り返される。中間部は変ホ長調のマズル。
中間部後の主題再現部の終盤、59小節目では版による違いが見られ、エキエル版では右手の音に装飾的な変奏が加えられている。これは、ショパンが自身の弟子であるスターリングとデュボワ夫人のレッスンの際の楽譜への書き込みを反映させたものである。

## 作品24-2
第15番、ハ長調。三部形式。
非常に独創的な和声。ハ長調の序奏がわずかにあるあとは、平行調イ短調、下属調ヘ長調へと唐突に転調している。教会旋法の強い影響といえ、実験的である。この主部は白鍵のみが使用されていることが注目できる。
中間部は変ニ長調。

## 作品24-3
第16番、変イ長調。少年時代の完成品をそのまま公表しているとされている。優雅で清明な曲調。洗練されたワルツに近い小品。

## 作品24-4
第17番、変ロ短調。ショパンのマズルカの中で重要な作品の一つ。（右手のみによる）上昇下降各音型ではさみこむような序奏を持つ。感情の起伏を表す重要な演出をしている。主題はDes-A-Des-A-A-Bの音型。6度の和声による中声部の変奏で単調さを免れている。
中間部は平行調。時に変ニ短調に転調して、自由な遊びを発揮している。再現部は形式通りであるが、長大な後奏で変ロ長調に解決する妙技を見せている。